# Aegus curtisi
Aegus curtisi es una especie de coleóptero de la familia Lucanidae.

## Distribución geográfica
Habita en Malaya, Borneo, Java, Sumatra,  (Indonesia).